# Kin (Film)
Kin ist ein Science-Fiction-Thriller von Jonathan und Josh Baker, der am 31. August 2018 in die US-Kinos kam und ursprünglich am 13. September 2018 in die deutschen Kinos kommen sollte. Einen Tag vor dem geplanten Kinostart wurde die Veröffentlichung in Deutschland auf 2019 verschoben. Kin basiert auf dem gemeinsamen Kurzfilm Bag Man der australischen Regisseure aus dem Jahr 2014.

## Handlung
Der junge Eli wächst seit dem Tod seiner Adoptivmutter alleine mit seinem Adoptivvater Hal auf und hat Probleme in der Schule. Um sein spärliches Taschengeld aufzustocken, sucht er in verlassenen Industrieanlagen nach Verwertbarem. Bei einem seiner Streifzüge findet er gefallene Soldaten mit futuristischen Anzügen. Als sich einer der Soldaten rührt, ergreift er die Flucht.
In der Nacht fällt Eli im Schlaf wieder ein, dass eine der Waffen der futuristischen Kämpfer bei seiner überstürzten Flucht in einen Schacht gefallen ist. Er schleicht sich hinaus und nimmt sie an sich.
Kurz darauf wird Elis älterer Bruder Jimmy aus dem Gefängnis entlassen. Während seiner Haft hat er $60.000 Schulden bei anderen Verbrechern gemacht, die er nun nicht zurückzahlen kann. Die Gläubiger drohen ihm und seiner Familie, sollte eine Rückzahlung nicht erfolgen.
Um die Schulden zurückzuzahlen, raubt Jimmy mit seinen Gläubigern die Baufirma seines Vaters aus. Er wird jedoch von Hal auf frischer Tat ertappt und es kommt zum Schusswechsel, bei dem sowohl Hal als auch der Bruder des Gangsterbosses Taylor sterben.
Jimmy und Eli flüchten so schnell wie möglich, um dem rachsüchtigen Taylor zu entkommen. Auf dem Weg entdecken sie die überragenden Fähigkeiten der futuristischen Waffe, die aber nur von Eli bedient werden kann. In einem Stripclub treffen sie die Tänzerin Milly, in der Eli eine Art Ersatzmutter findet. Gleichzeitig sind den Dreien nun auch zwei außerirdische Soldaten auf der Spur, die ihre Waffe zurückerlangen wollen.
Als wegen des Einbruchs auch die Polizei nach Jimmy und Eli fahndet, werden die beiden in Las Vegas festgenommen und in einer Polizeistation inhaftiert. Taylor überfällt die Polizeistation mit seinen Handlangern, um sich an Jimmy zu rächen. Wenig später treffen die beiden außerirdischen Soldaten ein. Mit ihrer Technik töten sie Taylor und erklären Eli, dass er zu ihnen gehört, bevor sie durch ein Portal verschwinden. Jimmy wird festgenommen.

## Produktion
Regie führten die australischen Zwillingsbrüder Jonathan und Josh Baker. Das von Daniel Casey geschriebene Drehbuch basiert auf dem gemeinsamen Kurzfilm Bag Man der Brüder aus dem Jahr 2014. Es handelt sich bei Kin um den ersten Spielfilm, bei dem die Brüder Regie führten.

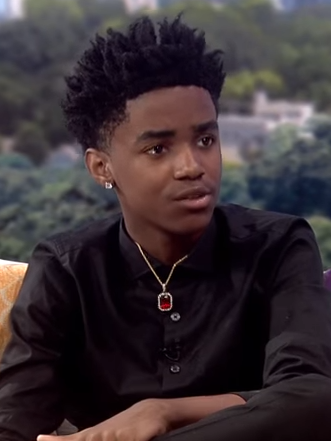
Myles Truitt spielt Eli

Früh wurde die Besetzung wichtiger Rollen mit James Franco und Zoë Kravitz bekannt. Jack Reynor übernahm die Rolle des gejagten Ex-Con. Für Myles Truitt, der im Film Reynors Adoptivbruder Eli spielt, handelt es sich um die erste Rolle in einem Spielfilm und auch um seine erste Hauptrolle.
Die Filmmusik wurde von der Post-Rock-Band Mogwai komponiert. Der Soundtrack zum Film, der neun Musikstücke umfasst, wurde am 31. August 2018 von Temporary Residence veröffentlicht. Am 7. September 2018 stieg dieser auf Platz 4 in die Soundtrack-Album-Charts im Vereinigten Königreich ein. Friedrich Kuehne von der Musikzeitschrift Spex meint, die scheinbar endlosen Riff-Ebenen in der Filmmusik eröffneten Dimensionen und Formen, und als Fluchtpunktmusik oder eskapistische Vertonung des Horizonts liefere der Soundtrack den roten Faden, den Kin dringend nötig habe. Während Mogwais Soundtrack auch ohne sein visuelles Gegenstück auskommen würde, sei die Atmosphäre des Filmes eng an diesen gekoppelt, so Kuehne.
Ebenfalls am 31. August 2018 kam der Film in die US-Kinos. Im August 2018 veröffentlichte Ascot Elite einen ersten deutschen Trailer zum Film. Nachdem der Film ursprünglich am 13. September 2018 in die deutschen Kinos kommen sollte, wurde die Veröffentlichung einen Tag vor dem geplanten Kinostart auf 2019 verschoben.

## Rezeption
Victor Redman von Bento meint, Kin habe mindestens ebenso viel Identifikationspotential wie Stranger Things, und vielleicht wäre der Film als Serie und damit mit deutlich mehr Zeit zur Figurenentwicklung besser dran gewesen, als auf der großen Leinwand. Einen Kinobesuch sei der mutige Genre-Bender aber allemal wert, so Redman.
Die weltweiten Einnahmen aus Kinovorführungen belaufen sich bislang auf über 10 Millionen US-Dollar.

## Synchronisation
Die deutsche Synchronisation entstand nach einem Dialogbuch von Tobias Neumann und der Dialogregie von Tobias Meister im Auftrag der SDI Media Germany GmbH, Berlin.
| Darsteller     | Synchronsprecher    | Rolle            |
| -------------- | ------------------- | ---------------- |
| Myles Truitt   | Sebastian Fitzner   | Eli Solinski     |
| Jack Reynor    | Tim Knauer          | Jimmy Solinski   |
| Dennis Quaid   | Thomas Danneberg    | Hal Solinski     |
| Zoë Kravitz    | Kaya Marie Möller   | Milly            |
| Romano Orzari  | Charles Rettinghaus | Lee Jacobs       |
| Milton Barnes  | Jaron Löwenberg     | Lehrer Mr. Hicks |
| Carrie Coon    | Katrin Zimmermann   | Morgan Hunter    |
| Ian Matthews   | Peter Sura          | Snick            |
| James Franco   | Marcel Collé        | Taylor Balik     |
| Bree Wasylenko | Maximiliane Häcke   | Venus            |